# Gideon Brecher

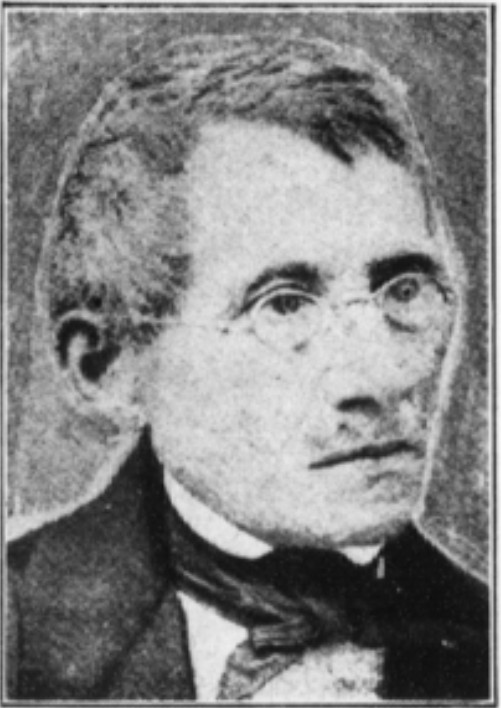
Gideon Brecher

Gideon Brecher, auch Gedaliah Ben Eliézer, (geboren 12. Januar 1797 in Prossnitz, Erzherzogtum Österreich; gestorben 14. Mai 1873 ebenda, Österreich-Ungarn) war ein österreichischer Arzt und Schriftsteller.

## Leben
Brecher studierte bis 1824 Medizin in Budapest. Danach war er in seiner Heimatstadt als Krankenhausarzt tätig. 1849 promovierte er in Erlangen zum Dr. med. Mit seiner Dissertation über Das Transcendentale, Magie und Magische Heilarten im Talmud, welche 1850 in Wien gedruckt wurde, erlangte er schlagartig Bekanntheit als jüdischer Philosoph, da dies die erste umfangreiche Arbeit über jüdische Magie war.
Brecher war der Onkel von Moritz Steinschneider.

## Werke
- Das Transcendentale, Magie, und magische Heilarten im Talmud, Wien: Klopf und Eurich, 1850 Digitalisat
- L'immortalité de l'âme chez les Juifs, 1857 Digitalisat (PDF; 976 kB), ISBN 2-9521039-0-9
- Die Beschneidung der Israeliten, Wien 1845
- Die Unsterblichkeitslehre des israelitischen Volkes, Leipzig 1857 Digitalisat